# Беспредел (фильм, 2010)
«Беспредел» (англ. Outrage) — криминальная драма кинорежиссёра Такэси Китано, очередной фильм про якудза после долгого перерыва работы в данном жанре. Фильм был номинирован на Золотую пальмовую ветвь Каннского кинофестиваля. Композитором данной ленты стал Кэйити Судзуки. Вместе с Китано он работал над фильмом «Затойчи».
В 2012 году вышло продолжение — «Полный беспредел». Завершающая часть трилогии — «Последний беспредел» вышла в 2017 году.

## Сюжет
Между кланами якудза идет борьба за власть. Члены криминальных семей поднимаются по иерархической лестнице, забыв о чести и преданности. Опытный якудза по имени Отомо невольно втянут в грязную игру босса могущественного клана, но при этом он наблюдает за всем происходящим: мир якудза меняется, и татуировки, отрубленные пальцы, кодексы чести уже «не в моде» — деньги решают всё. В этом мире коррупции царят предательство и беспредел, для достижения вершины многие ведут двойную игру. Это — мир, где героев не существует…

## В ролях
| Актёр                        | Роль                                        |
| ---------------------------- | ------------------------------------------- |
| Такэси Китано (Beat Takeshi) | Семья Отомо Отомо                           |
| Киппэй Сиина                 | Семья Отомо Мидзуно, правая рука Отомо      |
| Рё Касэ                      | Семья Отомо Исихара, «казначей» семьи Отомо |
| Кендзи Моринага              | Семья Отомо Абе                             |
| Токио Эмото                  | Семья Отомо Эмото                           |
| Дзюн Кунимура                | Семья Икемото Икемото, босс Отомо           |
| Тэтта Сугимото               | Семья Икемото Озава, правая рука Икемото    |
| Рэндзи Исибаси               | Семья Мурасэ Мурасэ                         |
| Хидео Накано                 | Семья Мурасэ Кимура, правая рука Мурасэ     |
| Такаси Цукамото              | Семья Мурасэ Изука                          |
| Масаки Миура                 | Семья Мурасэ головорез в полосатом пиджаке  |
| Соитиро Китамура             | Клан Санно председатель Секиюти             |
| Томокадзу Миура              | Клан Санно Като, телохранитель председателя |
| Фумиё Кохината               | детектив Катаока                            |